# O Livro sobre Adler
O Livro sobre Adler é uma obra do filósofo dinamarquês Søren Kierkegaard, escrito durante o seu segundo período como autor, e foi publicado postumamente em 1872. O trabalho é em parte sobre o Pastor Adolph Peter Adler, que afirmou ter recebido uma revelação. Depois de alguns actos questionáveis, Adler foi posteriormente demitido de suas funções de pastor. Adler afirmou mais tarde que foi obra de génio, e não de revelação. O resto do trabalho centra-se no conceito de autoridade e como se relaciona com a situação de Adler.
O filósofo americano Stanley Cavell ajudou a re-introduzir o livro para os leitores de filosofia contemporâneos na sua colecção Must We Mean What We Say? (1969).